# Мост Ватерлоо (фильм, 1940)
«Мост Ватерло́о» (англ. Waterloo Bridge) — военная драма режиссёра Мервина Лероя, снятая в 1940 году. Экранизация одноимённой пьесы Роберта Э. Шервуда. Картина является ремейком американского драматического фильма 1931 года, также называемого «Мост Ватерлоо».
Фильм имел кассовый успех и был номинирован на две премии «Оскар» — «Лучшая музыка» и «Лучшая операторская работа».

## Сюжет
Начало Второй мировой войны. Британский офицер Рой Кронин готовится к отправке во Францию, на фронт, однако сначала решает заехать на мост Ватерлоо, с которым у него связано столько воспоминаний. Здесь, на мосту, прошлое встаёт перед его глазами.
В разгаре предыдущая, Первая мировая война. Во время бомбёжки Лондона на мосту Ватерлоо знакомятся и влюбляются друг в друга молоденькая балерина Майра и красавец-офицер Рой. Он просит её руки, она даёт согласие, но внезапно его отсылают на фронт. За роман с военным и непослушание строгая преподавательница мадам Ольга Кирова исключает Майру из балетной труппы, а вскоре в одной из газет в списках погибших она видит фамилию Роя. Отчаяние, безденежье и безработица приводят девушку к самому краю пропасти. Но сообщение о гибели Роя оказывается ошибочным, и он возвращается.
В фильме влюблённые Майра и Рой танцуют объявленный прощальный вальс, и музыканты постепенно гасят свечи. Идея, заимствованная создателями фильма у Йозефа Гайдна, в «Прощальной симфонии» которого, исполняемой при свечах, в заключительной пятой части музыканты гасят свечи.

## В ролях
- Вивьен Ли — Майра Лестер
- Роберт Тейлор — Рой Кронин
- Вирджиния Филд — Китти
- Люсиль Уотсон — леди Маргарет Кронин
- Мария Успенская — мадам Ольга Кирова
- Обри Смит — герцог
- Джанет Шоу — Морин
- Джанет Уолдо — Эльза
- Штеффи Дуна — Лидия
- Вирджиния Кэрролл — Сильвия
- Леда Нова — Мари
- Флоренс Бейкер — Беатрис
- Маргери Мэннинг — Мэри
- Фрэнсис Макиннерни — Вайолет
- Элеонора Стюарт — Грейс

## Оценки

### Критика
Премьера фильма состоялась в Нью-Йорке и вскоре после этого — в Лондоне, с последующими положительными отзывами. «Он во многом обязан оригинальной пьесе Роберта Шервуда и хорошей, проницательной режиссуре».
Фильм признан Американским институтом кино в следующих списках:
2002: 100 самых страстных американских фильмов за 100 лет по версии AFI — Номинация

### Касса
Согласно отчетам MGM, фильм заработал 1 250 000 долларов в США и Канаде, и 1 217 000 долларов в других странах, в результате чего прибыль составила 491 000 долларов.

## Факты
- Фильм претендовал на премию «Оскар» в двух номинациях: лучшая операторская работа (Джозеф Раттенберг), лучшая музыка (Герберт Стотхарт).
- Пьеса Роберта Э. Шервуда «Мост Ватерлоо» экранизировалась три раза.
- «Мост Ватерлоо» стал вторым совместным проектом Роберта Тейлора и Мервина Лероя. Всего их было четыре.
- На экраны фильм вышел 17 мая 1940 г., ровно через неделю после того, как закончился период «Странной войны» и германский Вермахт начал наступление против Франции.